# マクネリー・トーレス
マクネリー・トーレス・ベリオ（Macnelly Torres Berrío, 1984年11月1日 - ）は、コロンビア・バランキージャ出身の元サッカー選手。元コロンビア代表である。現役時代のポジションは攻撃的ミッドフィールダー。

## 経歴

### クラブ
アトレティコ・ジュニオールの下部組織出身であり、2002年にトップチームデビューした。2004年にはフィナリサシオン（後期リーグ）で優勝し、プロとしての初タイトルを獲得した。マクネリーはジュニオールの黄金世代のひとりであり、マルティン・アルスアガ、オマール・セバスティアン・ペレス（ボカ・ジュニアーズからデビュー）などがいる。2005年にはククタ・デポルティーボFCに移籍し、2007年にはコパ・リベルタドーレスに出場した。
2008年、チリ・プリメーラ・ディビシオン（1部）のCSDコロコロはボカ・ジュニアーズからヘスス・ダトロを獲得しようとしたが、失敗に終わった。そこでコロコロはマクネリーにターゲットを切り替え、2月7日に記者会見でお披露目された。移籍金は240万USドルとされ、チリのクラブが支払った移籍金の最高金額を更新した。それまでの最高金額は、CFウニベルシダ・カトリカがCAサン・ロレンソ・デ・アルマグロからネストル・ゴロシートを獲得した際の120万USドルだった。6月まではククタに在籍してコパ・リベルタドーレスを戦い、フロントとの問題が原因で退団したジョバンニ・エルナンデスと入れ替わるようにコロコロに加入した。2011年にはアトレティコ・ナシオナルに移籍し、同年にはメキシコのサン・ルイスFCにレンタル移籍した。2012年にはエル・パイス紙による南米年間ベストイレブンの候補に「攻撃的ミッドフィールダー」としてノミネートされた。2013年にはサウジアラビアのアル・シャバブ・リヤドに移籍し、AFCチャンピオンズリーグに出場したが、準々決勝で日本の柏レイソルに敗れた。

### 代表
2003年にはU-20コロンビア代表としてFIFAワールドユース選手権に出場し、準決勝に進出した。2007年6月28日、コパ・アメリカのパラグアイ戦でコロンビアA代表デビューした。2014 FIFAワールドカップ・南米予選では9試合に出場し、3月22日のボリビア戦 (5-0) で得点した。
代表での得点
スコア欄と結果欄はコロンビアの得点を左側に記している。
| #  | 日付          | 場所           | 相手       | スコア | 最終結果 | 大会                              |
| -- | ------------- | -------------- | ---------- | ------ | -------- | --------------------------------- |
| 1. | 2009年2月11日 | ペレイラ       | ハイチ     | 2-0    | 2-0      | 親善試合                          |
| 2. | 2009年3月29日 | ボゴタ         | ボリビア   | 1-0    | 2-0      | 2010 FIFAワールドカップ・南米予選 |
| 3. | 2013年3月22日 | バランキージャ | ボリビア   | 1-0    | 5-0      | 2014 FIFAワールドカップ・南米予選 |
| 4. | 2016年9月1日  | バランキージャ | ベネズエラ | 2-0    | 2-0      | 2018 FIFAワールドカップ・南米予選 |

## タイトル
アトレティコ・ジュニオール
- カテゴリア・プリメーラA (1) : 2004-II

ククタ・デポルティーボ
- カテゴリア・プリメーラA (1) : 2006-II

コロコロ
- プリメーラ・ディビシオン (2) : 2008-II, 2009-II

アトレティコ・ナシオナル
- カテゴリア・プリメーラA (3) : 2011-I, 2013-I, 2015-II
- コパ・コロンビア (2) : 2012, 2016
- スーペルリーガ・コロンビア (1) : 2012
- コパ・リベルタドーレス (1) : 2016
- レコパ・スダメリカーナ (1) : 2017

アル・シャバブ・リヤド
- キング・カップ : 2014

クラブ・リベルタ
- コパ・パラグアイ (1) : 2019